# Bohdan Smoleń
Bohdan Smoleń, (Bielsko, 9 juni 1947 – Poznań, 15 december 2016) was een Poolse acteur, zanger en komiek.
Hij is vooral bekend geworden door zijn rol van Postbode "Edzio" in de Poolse tv-serie Świat według Kiepskich.

## Carrière
Smoleń studeerde af aan de landbouwuniversiteit te Krakau in 1975 en was tijdens zijn studie de grondlegger van theatergroep Pod Budą (1968-1977) die in 1981 de eerste prijs won op het "FAMA festival". Op aandringen van een collega verhuisde hij naar Poznań en speelde zeven jaar in de cabaretgroep "Tey" waarbij hij een prijs ontving op het "Nationaal muziek festival" in Opole. In het midden van de jaren 1980 nam hij samen met Krzysztof Krawczyk een aantal humoristische liedjes op,(„Mężczyzna po czterdziestce”, „Dziewczyny, które mam na myśli”) op de (cover)melodie van de hit van Willie Nelson en Julio Iglesias: To all the girls I loved before uit 1984. In de periode van de communistische Volksrepubliek Polen werd het werk, maar ook de recensies van de satirische Smoleń regelmatig onderworpen aan censuur door het "Centraal Bureau voor de controle van pers en publicaties" (Pools: Główny Urząd Kontroli Prasy, Publikacji i Widowisk).
In de periode 1992-1995 trad hij in het binnenland en buitenland op met een door hem gevormde theatergroep met het programma Nowy Rząd – Stara Bida. In 1995-1997 nam hij samen met twee collega's drie humoristische albums op, in disco-polo stijl. Vanaf 1999 tot 2015 was hij te zien als Postbode "Edzio" in de Poolse tv-serie Świat według Kiepskich.

## Privéleven
Smoleń had tevens samen met zijn vrouw een dierenwinkel in Poznań, na de zelfmoord van een van zijn drie zonen in 1990 en vervolgens de zelfmoord in 1991 van zijn vrouw, raakte hij in een depressie en trok zich een paar jaar terug uit het openbare leven.
Smoleń had in zijn laatste levensjaren een slechte gezondheid, mede veroorzaakt door het vele roken wat hij al sinds zijn jeugd deed. In begin 2008 werd Smoleń behandeld voor een chronische longontsteking, in december 2008 kreeg hij een lichte beroerte, en op 26 januari 2010, kort na het opnemen van een nieuw seizoen van Świat według Kiepskich werd Smoleń in zijn hotelkamer getroffen door een hartinfarct en werd opgenomen in een ziekenhuis waar hij een hartkatheterisatie onderging, alsmede een pacemaker kreeg geïmplanteerd. In oktober van hetzelfde jaar kreeg hij wederom een lichte beroerte. In februari 2015 ging hij naar het ziekenhuis als gevolg van een virale infectie en ademhalingsproblemen en maand later werd hij voor de derde keer getroffen door een beroerte waarbij hij gedeeltelijk verlamd raakte en grotendeels zijn spraak verloor. Hij overleed op 15 december 2016 in Poznań, aan de gevolgen van een ernstige longinfectie.

## Filmografie
- Filip z konopi (1981)
- Kochankowie mojej mamy (1985)
- Cesarskie cięcie (1987)
- Pan Kleks w kosmosie (1988)
- Świat według Kiepskich (tv-serie, 1999–2015)
- To my (2000)

## Discografie
- Rzężenia Smolenia aka Śpiewam piosenki, Dzieła wybrane *cz. I i Mężczyzną być (1988)
- Rzężę po raz drugi, spłacę wasze długi
- Stawiam wciąż na Lecha (1993)
- Szalałeś, szalałeś (1995)
- Widziały gały co brały (1996)
- Jubileusz, czyli 50 lat wątroby Bohdana Smolenia (1997)
- 6 dni z życia kolonisty (2003)
- Aaa tam cicho być... (2004)
- Na chorobowym (2004)

## Belangrijkste onderscheidingen
- Gouden kruis van verdienste (Pools: Złoty Krzyż Zasługi) 1997
- Zilveren medaille Zasłużony Kulturze Gloria Artis voor zijn uitzonderlijke bijdrage aan de Poolse cultuur 2009
- Ridder in de orde van de Poolse Republiek (Orde Polonia Restituta) 2016 (postuum)[2]

- Gemeinsame Normdatei: 1026170982
- International Standard Name Identifier: 0000 0001 1255 2740
- Library of Congress Control Number: n2012043310
- MusicBrainz: 09c9909d-0fb3-48cf-b429-bc4199d7151f
- Nationale Bibliotheek van Polen: a0000001180649
- Virtual International Authority File: 164049962
- WorldCat: E39PBJwmQX6ym6RQFRcbdJtkDq